# 三宅裕司のザ・ベスト30"スゲェ!"
NISSAN SUNDAY STATION 三宅裕司のザ・ベスト30“スゲェ!”（ニッサン サンデーステーション みやけゆうじのザ・ベスト30“スゲェ!”）は、三宅裕司がパーソナリティを務めたニッポン放送の番組。毎週日曜 9:00 - 13:00に生放送（スポーツ中継放送時は、9:00 - 12:00）。2002年4月7日開始。2005年12月18日終了。提供は日産自動車が主となっており、（当初は前半が前番組からつづく新日本石油、のちに後半がエクセルヒューマンだった。日産自動車がメインスポンサーとなった時期については不明）番組の中継車も日産の車両を使用していた。
2002年4月7日に前番組の「裕司と雅子のガバッといただき!!ベスト30」（地方局は短縮バージョンの「裕司と雅子のガバッといただき!!60分」）からリニューアルしての放送開始。2006年1月1日からは「三宅裕司 みんなのヒット!ベスト20+10」として再リニューアルされた。

## アシスタント
- 初代：小口絵理子―当時ニッポン放送アナウンサー・フリーアナウンサー(2013年に逝去)

（2002年4月 - 2003年9月）
- 2代目：冨田のりこ―当時ニッポン放送アナウンサー・現 フジテレビ

（2003年10月 - 2005年12月）

## 番組内容
- 新曲を30位から1位にカウントダウン形式で紹介する番組。（正午からスポーツ中継のある場合は、20位から1位までカウントダウンし、番組の途中で30位から21位までをフラッシュでカウントダウンする。）
- 地方局では1時間に短縮されたバージョンが放送され、基本的に7位から1位まで発表され、30位から8位までは口頭で紹介される（そのため、地方局でもタイトルは「ベスト30」のままである）。ちなみに松田聖子と山口百恵の特集の際には、それぞれベスト4が発表された。その日の放送では、人気コーナーの見出しの祭典が放送されなかった。
- スペシャルウィークのときはアーティスト特集やNo1ヒット30年分といった特別な内容で放送される。
- 2005年11月27日の放送では「その時時間が止まった」のオープニングナレーターを担当している松村邦洋がゲスト出演をした。

## 番組コーナー

### ハガキコーナー
- （9時台）その時、時間が止まった（オープニングタイトルは松村邦洋が色々な有名人のモノマネで行う。一時間バージョンのものは、6位のあと）
- （10時台）ウチのマコさま（一時間バージョンのものは、5位のあと）ナレーションの一部はパロディー元である「奥さまは魔女」でおなじみの中村正の声が収録されていた。
- （11時台）口だけ番長!（一時間バージョンのものは、4位のあと）
  - 上記のコーナーで葉書が読まれると、選定により面白かった・インパクトのあったものには「スゲェサンシェード」というノベルティグッズが貰えその他の方には「スゲェグッズ」(ボールペン)が貰えた。

### その他
- 福の亀田上参上!（10時・12時の時報後）･･･劇団SETのメンバー、田上が葉書に当選したリスナーのお宅を訪問する。
- 日産自動車インフォメーション（10時台・12時台）･･･冨田アナがスタジオから日産の最新情報を紹介。
- 日産ギャラリーインフォメーション（11時台）･･･日産ギャラリーのコンパニオン「ミス・フェアレディ」が日産の最新情報を紹介。
- スゲェ!愛の劇場（12時台）･･･三宅と冨田アナによるコント

### 過去のハガキコーナー
- オデの疑問
- エッ!?と驚くタメゴロー
- 世界の中心で、ヤメテ～!　と叫ぶ
- 涙の教訓
- 見出しの祭典

## ネット局
放送時間はいずれも日本時間（JST）。（2005年4月時点）
- 9:00 - 13:00 LF
- 10:00 - 11:00　IBC、ABS、YBC、CRT、BSN、MRO、FBC、CRK、KRY、RNC、RKC、RKK、OBS
- 10:30 - 11:30　RSK、MRT
- 11:00 - 12:00　KNB
- 16:00 - 17:00　NBC
- 番組スタートから約半年の間はBSデジタルラジオ(LFX488)でも放送されていた。（地方局向けの1時間バージョンと同一内容）

1. ※過去にはJRTは前番組時代より通年放送だったが、2004年ナイターオフ期のみのネットとなり、11:00 - 12:00（JST）で放送されたが、2005年のナイターオフは「菅原文太 日本人の底力」を放送したため、放送されていなかった。
2. ※2005年3月6日には北海道放送（HBC）でも11:00 - 13:00（JST）まで関東エリアと同時に放送された（ニュース・気象情報・交通情報のみ北海道ローカル）。これは北海道札幌市の日産札幌ギャラリーからの公開生放送のためである。